# جبل عكار
جبل عكار ومعروف أيضًا باسمه العربي الأصيل حصن ابن عكار أو بأسمائه العربية الحديثة والتي هي قلعة عكار وعكار العتيقة. وهو عبارة عن حصن يعود للقرون الوسطى في منطقة عكار شمال لبنان. يعود تاريخ القلعة إلى العصر الفاطمي في بداية القرن الحادي عشر، وقد تم الاستيلاء عليها واستخدامها من قبل الصليبيين في أوائل القرن الثاني عشر وحتى قيام المماليك في أواخر القرن الثالث عشر بالاستيلاء عليها وتعزيزها.

## الموقع
يقع جبل عكار في أقصى المنحدرات الشمالية لسلسلة جبل لبنان على بعد 27 كم جنوب حصن الفرسان في الطرف المقابل من فتحة حمص. يقع جبل عكار على سلسلة من التلال الضيقة التي شكلتها وديان نهر عكار. وعلى الرغم من أن بقايا القلعة مدمرة إلى حد كبير، إلا أنّها تمتد بطول سلسلة التلال البالغ طولها 200 متر. أما بالنسبة لبرجها، فهو يقع على الطرف الجنوبي من التلال ولا يزال قائمًا بحالة جيدة. يرتفع الموقع 700 متر فوق مستوى سطح البحر، ويشرف على منظر رائع على الطريق الجبلي المؤدي إلى القلعة.

## الخلفية التاريخية
كانوا العرب يطلقون اسم حصن ابن عكار على جبل عكار. كانت القلعة توفر الحماية لفتحة حمص-طرابلس، وكانت تطل على أقصى شمال سفوح جبل لبنان. ووفقًا للمصادر العربية، حازت القلعة اسمها من مؤسسها محرز بن عكار الذي قام ببنائها في حوالي العام 1000. بقي حصن ابن عكار تحت سيطرة عائلة محرز حتى العام 1019، وأدى التمرد ضد الفاطميين الذي حصل في عام 1024 إلى استيلاء صالح بن مرداس عليها الذي كان القائد الأبرز لقبيلة بنو كلب ومؤسس أسرة المرداسيون. وتم استعادة السيطرة الفاطمية في عام 1033 عندما استولى محافظ طرابلس على القلعة من المرداسيون، وقد حصل ذلك بعد هزيمة بنو كلب على يد الفاطميين وقتل صالح في موقعة الأقحوانة في شهر أيار من العام 1029. واستولى الحاكم السلجوقي في دمشق تتش على القلعة في عام 1094.
كان حصن ابن عكار تحت سيطرة الحاكم البوري لدمشق ظاهر الدين طغتكين بحلول الغزو الصليبي لريف طرابلس في أوائل القرن الثاني عشر. واحتل الصليبيون طرابلس عام 1109 وكانوا يستعدون للاستيلاء على قلعة الرفنية الاستراتيجية إلى الشمال من حصن ابن عكار. وقد عقد ظاهر الدين طغتكين اتفاقًا مع الصليبيين من أجل منع ذلك، وقام بمنحهم حصن ابن عكار مقابل عدم مهاجمة الرفنية. وقد تم إنشاء ما يعرف بحصن الأكراد تكريمًا للصليبيين الذين بالرغم من ذلك استولوا على القلعة في عام 1110. كان الصليبيون يطلقون على حصن ابن عكار اسم "Guibelacard " في وقت مبكر من العام 1143. ولكن اسمه تغير رسميًا ليصبح جبل عكار في العام 1170. وخلال الجزء الأكبر من النصف الأول للقرن الثاني عشر، كان جبل عكار خاضعًا لسيطرة البورلنس والتي تعتبر أسرة بارونية كبيرة في مقاطعة طرابلس. وكانت هذه الأسرة تستخدم القلعة لأغراض إقطاعية حتى العام 1167 عندما استولى عليها نور الدين الزنكي.
وفي شهر كانون الثاني من العام 1169 أو بين شهر كانون الأول من العام 1169 وكانون الثاني من العام 1170، استعاد الصليبيون جبل عكار وأسروا حاكمها الزنكي. وقد تم بعد ذلك السيطرة على طرابلس في عهد ملك مملكة بيت المقدس عموري الأول، واحتجزت القوات الزنكية حاكم طرابلس ريموند الثالث. تعرضت القلعة إلى الدمار بسبب زلزال هائل في تاريخ 29 حزيران من العام 1170، وقد استمرت اهزازاته الارتدادية حتى 24 تموز. وبعد ذلك، كلف الملك عموري الأول فرسان الإسبتارية بمهمة السيطرة على جبل عكار مع تعليمات لاستعادة تحصيناته. ومع ذلك، فإن هذه المهمة قد لا تكون رسمية حيث أن سجلات البلاط المعاصرة قد أشارت إلى أن جبل عكار كان لا يزال يخضع مباشرة لولاية مقاطعة طرابلس.
وفي بداية القرن التاسع عشر، انتقلت السيطرة على جبل عكار إلى حاكم نيفن رينورد الثالث والذي حصل عليه نتيجة زواجه من إيزابيل ابنه حاكم جبل عكار السابق في العام 1203. تم تأكيد سيطرة رينورد من قبل ريموند الثالث الذي عين حاكمًا لطرابلس. ولأن هذا التعيين تم دون موافقة سيد رينورد بوهيموند الرابع، فقد عارض الأخير ما حصل وأدى ذلك إلى نشوب حرب أهلية. قام بوهيموند بتدمير نيفن وأسر رينورد، وقد أطلق سراحه في وقت لاحق مقابل تسليم جبل عكار في العام 1205. ثم غادر رينورد إلى قبرص حيث توفي.
ظلت القلعة تحت سيطرة الخلفاء الملكيين لبوهيموند الرابع وحتى انتزاع السلطان المملوكي الظاهر بيبرس السيطرة عليها بعد استيلائه على حصن الفرسان في تاريخ 8 نيسان من العام 1271. قاد الظاهر بيبرس شخصيًا المسيرة نحو جبل عكار في تاريخ 28 نيسان، وواجه صعوبة بالغة في انتقال قواته بين الغابات الجبلية المحيطة بالقلعة. بدأ هجوم المماليك في 2 أيار، وقتل خلال القتال الأمير المملوكي ركن الدين المنقرس الدوادري بسبب قذيفة صليبية أثناء تأديته للصلاة. تعرض الصليبيون للهزيمة في 4 أيار، ولكنهم صمدوا حتى أعلنوا الاستسلام في 11 أيار مقابل السماح لهم بالمرور الآمن إلى طرابلس. وقد تم وضع شعار الظاهر بيبرس المتمثل بالسبع على برج جبل عكار الرئيسي.

## معرض الصور

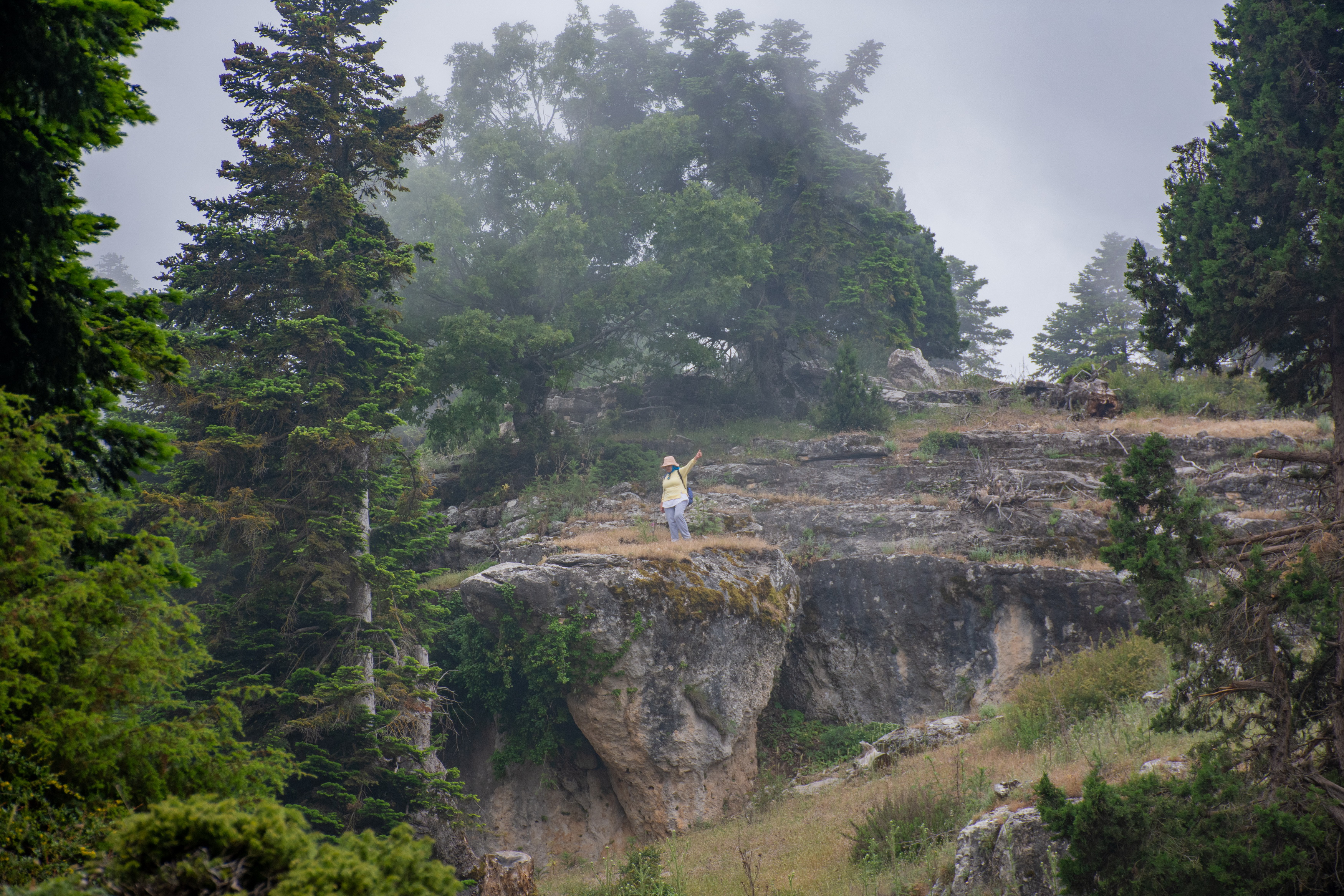
غابات ارز القبيات جبال عكار شمال لبنان
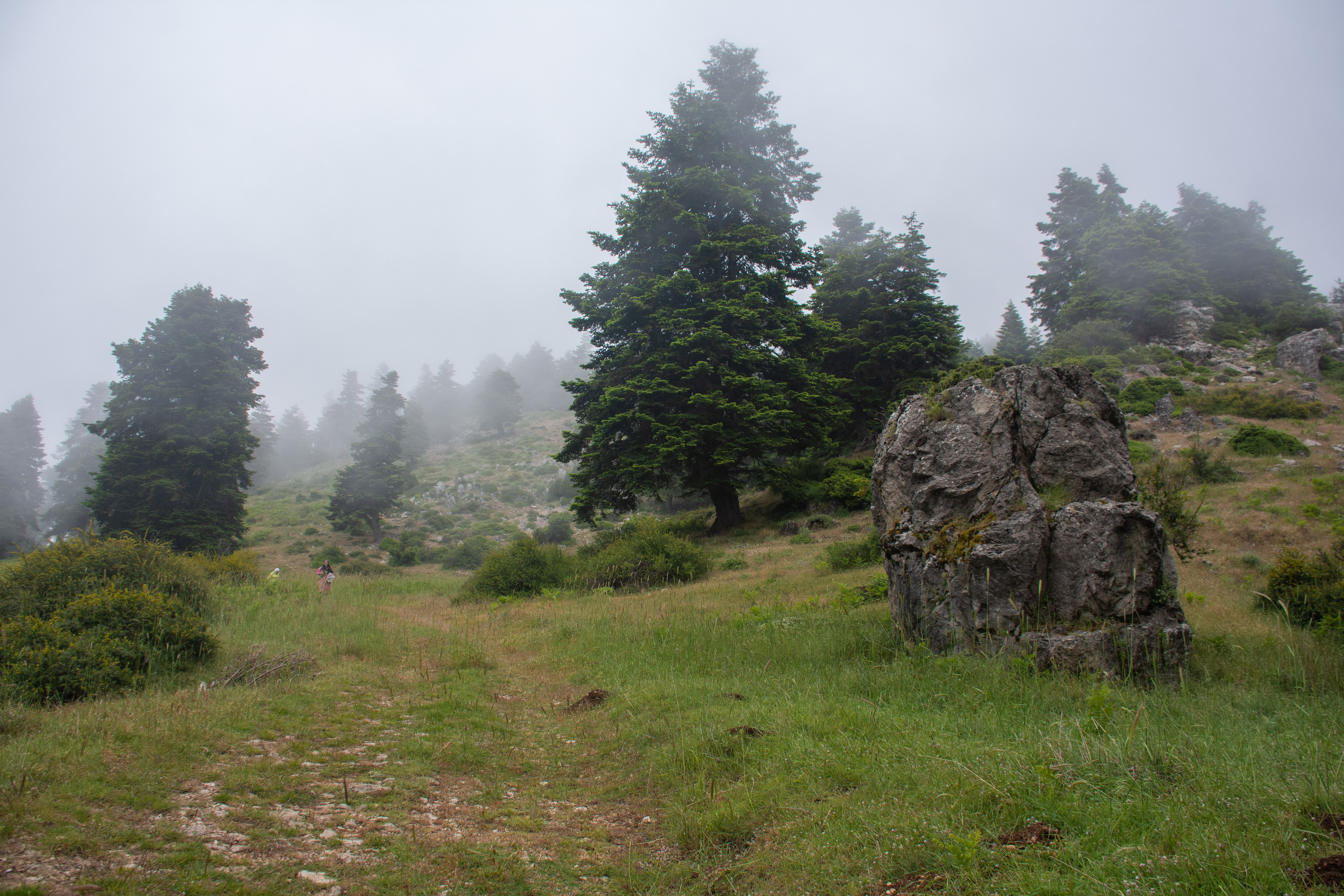
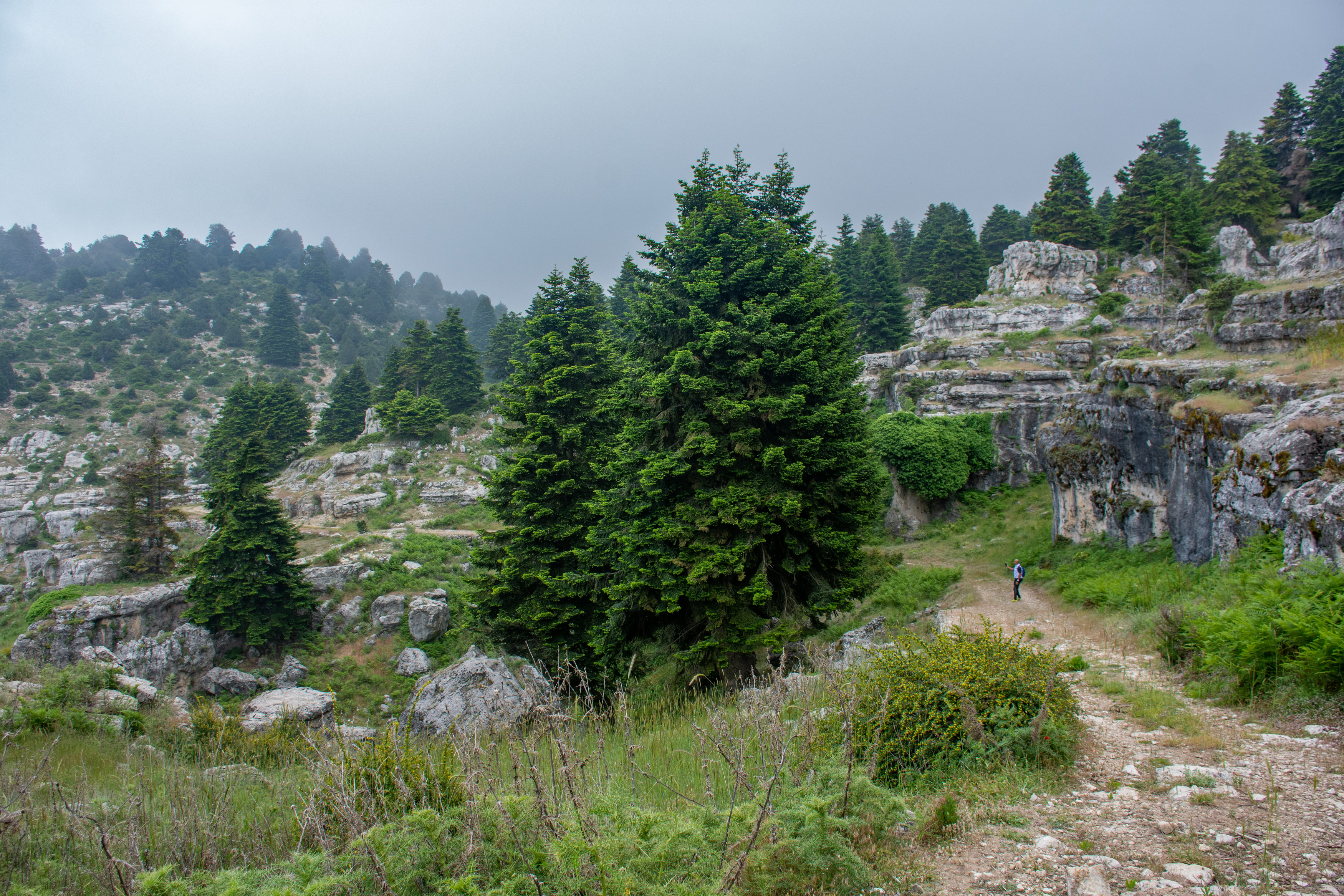
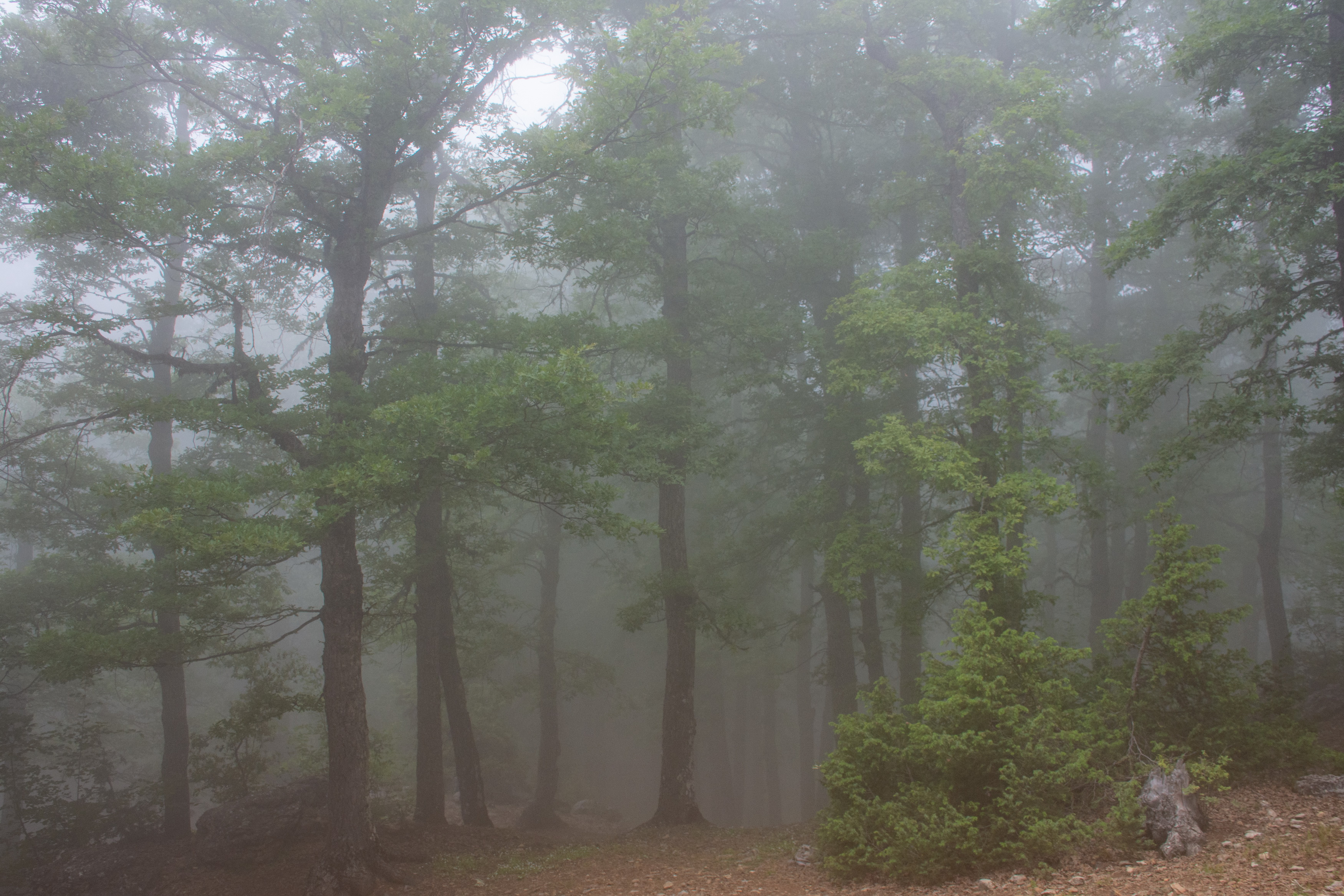
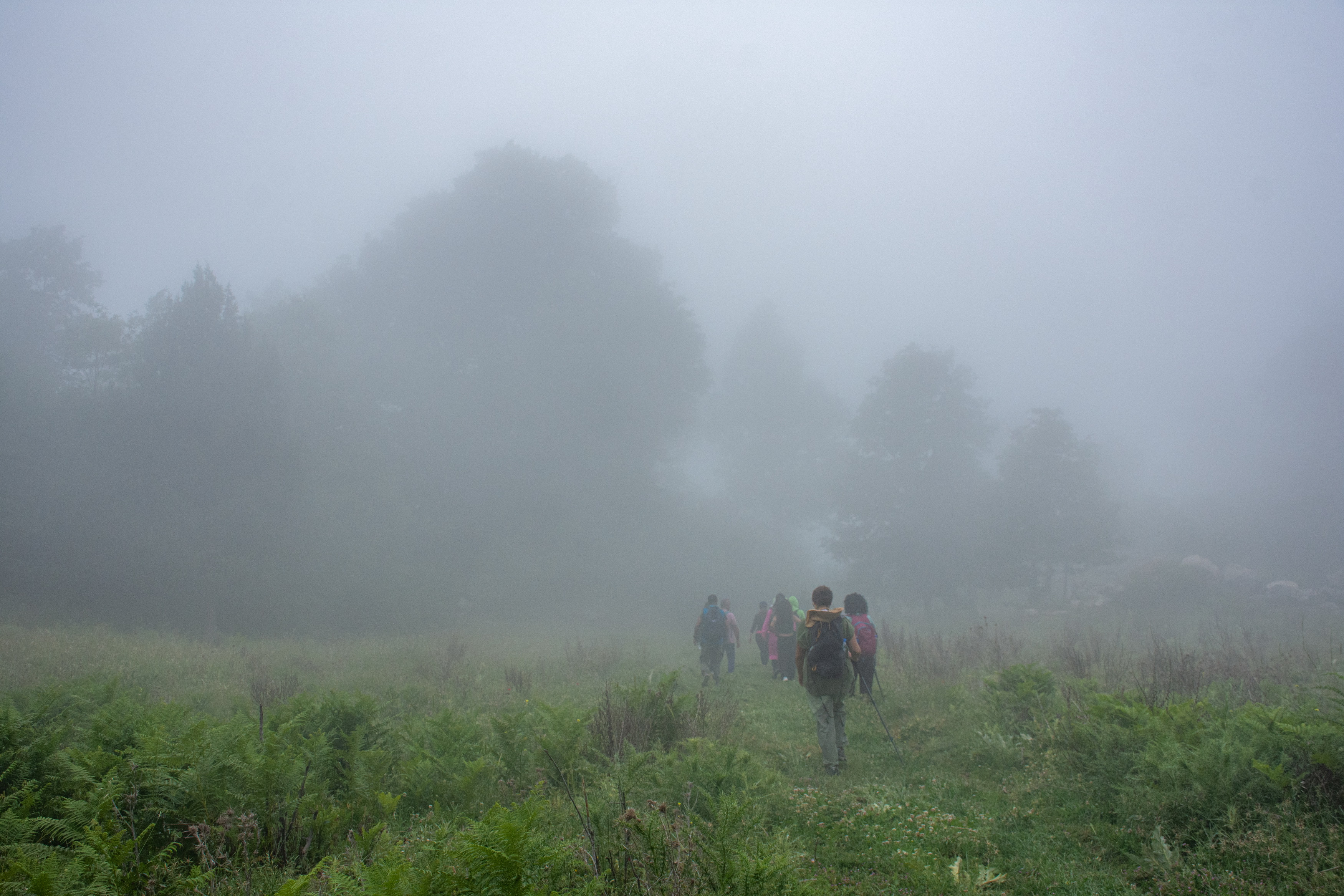
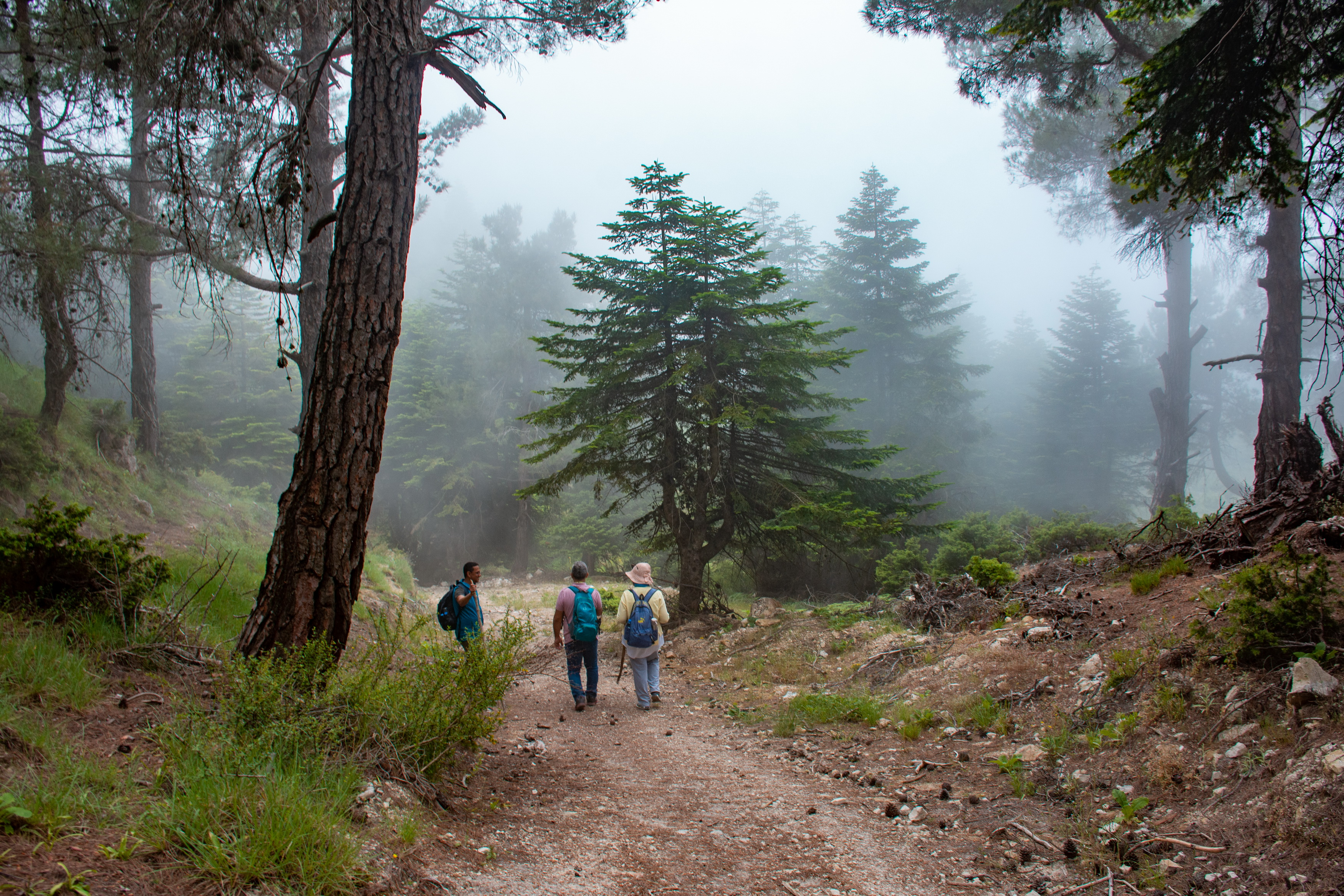